# Ozieranki Małe
Ozieranki Małe (biał. Малыя Азяранкі; ros. Малые Озеранки) – wieś na Białorusi, w obwodzie grodzieńskim, w rejonie wołkowyskim, w sielsowiecie Subacze. Współcześnie miejscowość obejmuje także dawną wieś Bancerowszczyzna.
W dwudziestoleciu międzywojennym Ozieranki Małe i Bancerowszczyzna leżały w Polsce, w województwie białostockim, w powiecie wołkowyskim, do 30 grudnia 1922 w gminie Mścibów, następnie w gminie Szydłowicze.